# Echo (album de Leona Lewis)
Echo este cel de-al doilea album de studio al cântăreței de origine engleză Leona Lewis. Discul a debutat pe cea mai înaltă treaptă a clasamentului britanic, fiind comercializat în prima săptămână de la lansare în aproximativ 161,000 de exemplare. La scurt timp albumul a primit două discuri de platină în Regatul Unit, semnificând vânzări de peste 600,000 de copii în respectiva regiune.
Albumul Echo a fost lansat în S.U.A. la data de 17 noiembrie, iar recenziile criticilor de specialitate au fost favorabile, discul fiind aclamat pentru variațiile sale stilistice.

## Ordinea pieselor pe disc
1. „Happy” — 4:02
2. „I Got You” — 3:45
3. „Can't Breathe” — 4:14
4. „Brave” — 3:36
5. „Outta My Head” — 3:39
6. „My Hands” — 4:12
7. „My Hands” — 4:12
8. „Love Letter” — 4:00
9. „Broken” — 4:03
10. „Naked” — 3:49
11. „Stop Crying Your Heart Out” — 4:08
12. „Don't Let Me Down” — 4:36
13. „Alive” — 3:29
14. „Lost Then Found” (împreună cu OneRepublic) — 4:00